# 天津市海洋局
天津市海洋局，曾是中华人民共和国天津市人民政府主管全市海洋行政事务工作的直属机构，现作为天津市规划和自然资源局的加挂牌子。

## 机构设置
- 办公室
- 发展计划处
- 海域管理处
- 海洋环境处
- 法规处[2]

## 下属单位
- 中国海监天津市总队
- 天津古海岸与湿地国家级自然保护区管理处
- 渤海海洋监测监视管理基地筹备处
- 海洋环境监测预报中心[3]